# Tramwartehalle Bahnhofplatz

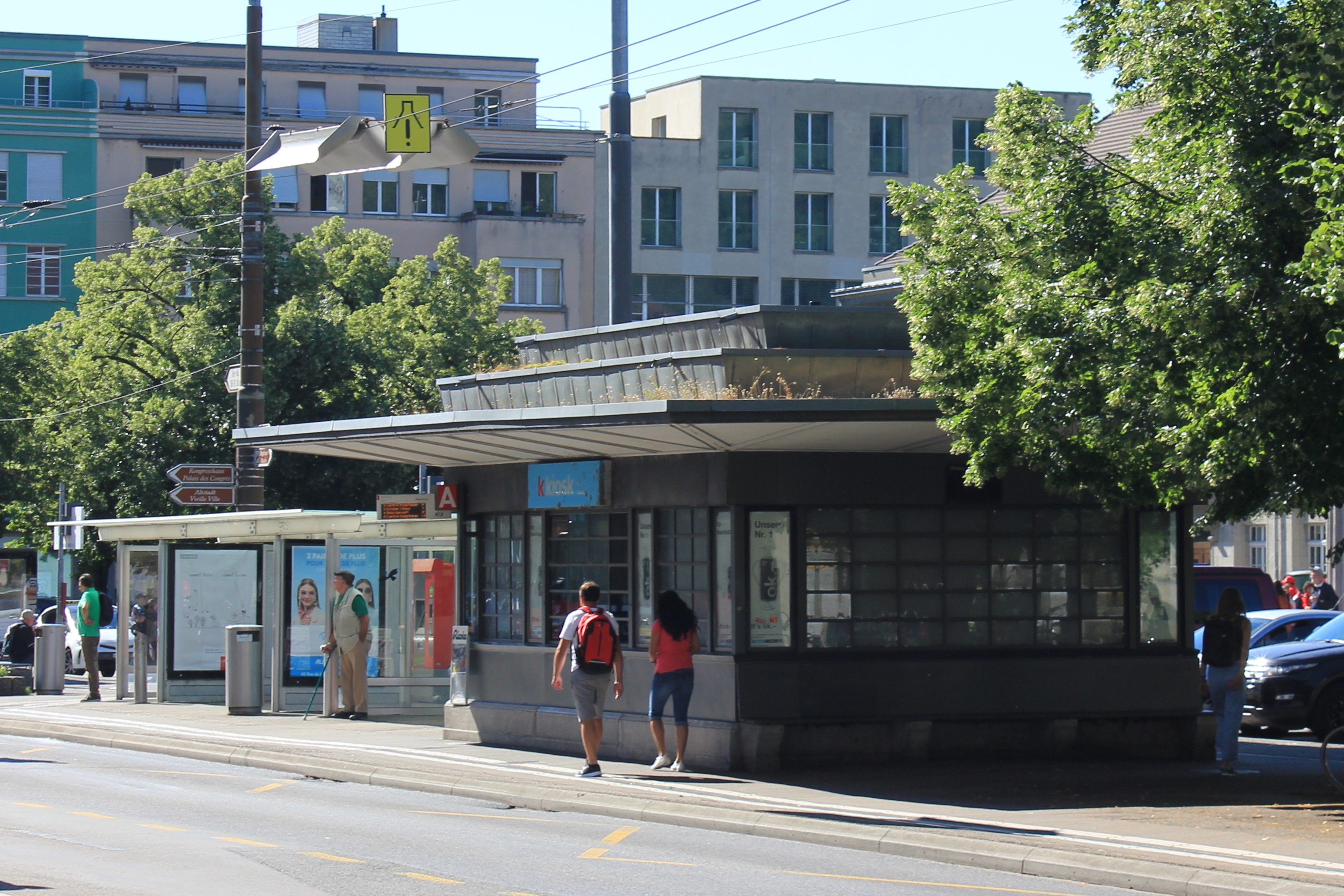
Tramwartehalle Bahnhofplatz (2022)

Die Tramwartehalle, Bahnhofplatz 2f in Biel im Kanton Bern in der Schweiz wurde 1927 von Ernst Berger im Stil der «Bieler Moderne» errichtet und steht als Kulturgut unter Denkmalschutz. Es wurde 1994/1995 saniert.

## Lage

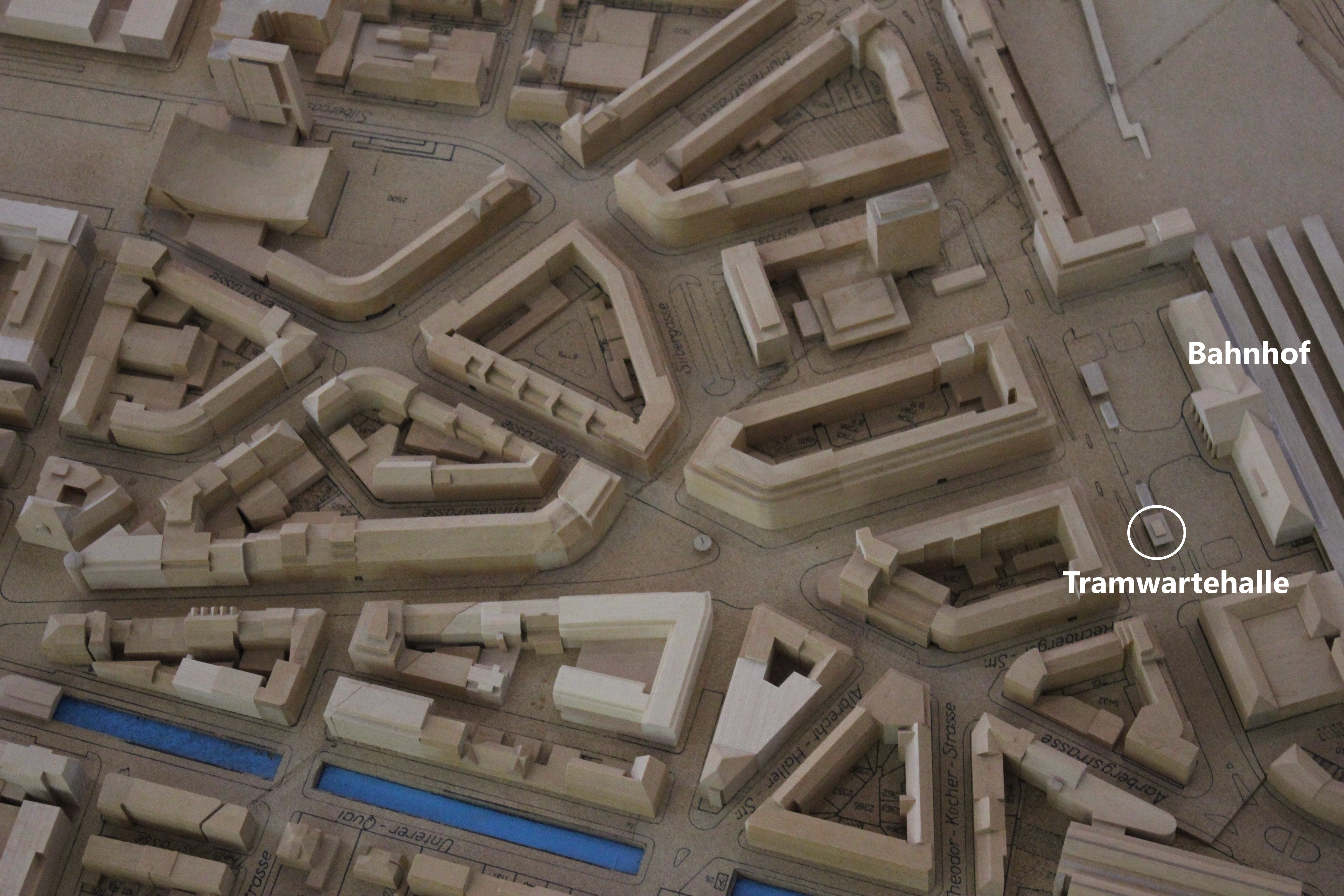
Lage Tramwartehalle

Die Tramwartehalle liegt im Nordwesten des Bahnhofplatzes und fasst diesen gegen den Strassenraum.

## Geschichte
Während der Zeit der Bieler Moderne setzte die Gemeinde verschiedene progressive Unterstände und Wartehallen für die Strassenbahn Biel als Element der Stadtgestaltung ein. Der 1927 realisierte Entwurf von Ernst Berger hatte ursprünglich ein von Alfred Leuenberger 1928 realisiertes Pendant (Nr. 12, ehemalige Station der Biel-Täuffelen-Ins-Bahn) im Nordwesten. Dieser Standort wird heute durch einen jüngeren Nachfolgebau belegt. Bergers Halle wurde zuletzt 1994/1995 saniert und umgenutzt. Statt der ehemals vorhandenen Telefonkabine und dem WC ist nun ein Kiosk integriert. Damit hat der Bau seine Transparenz weitgehend eingebüsst.
Der Pavillon wurde 2003 rechtswirksam im Bauinventar des Kantons als «schützenswert» verzeichnet.

## Beschreibung

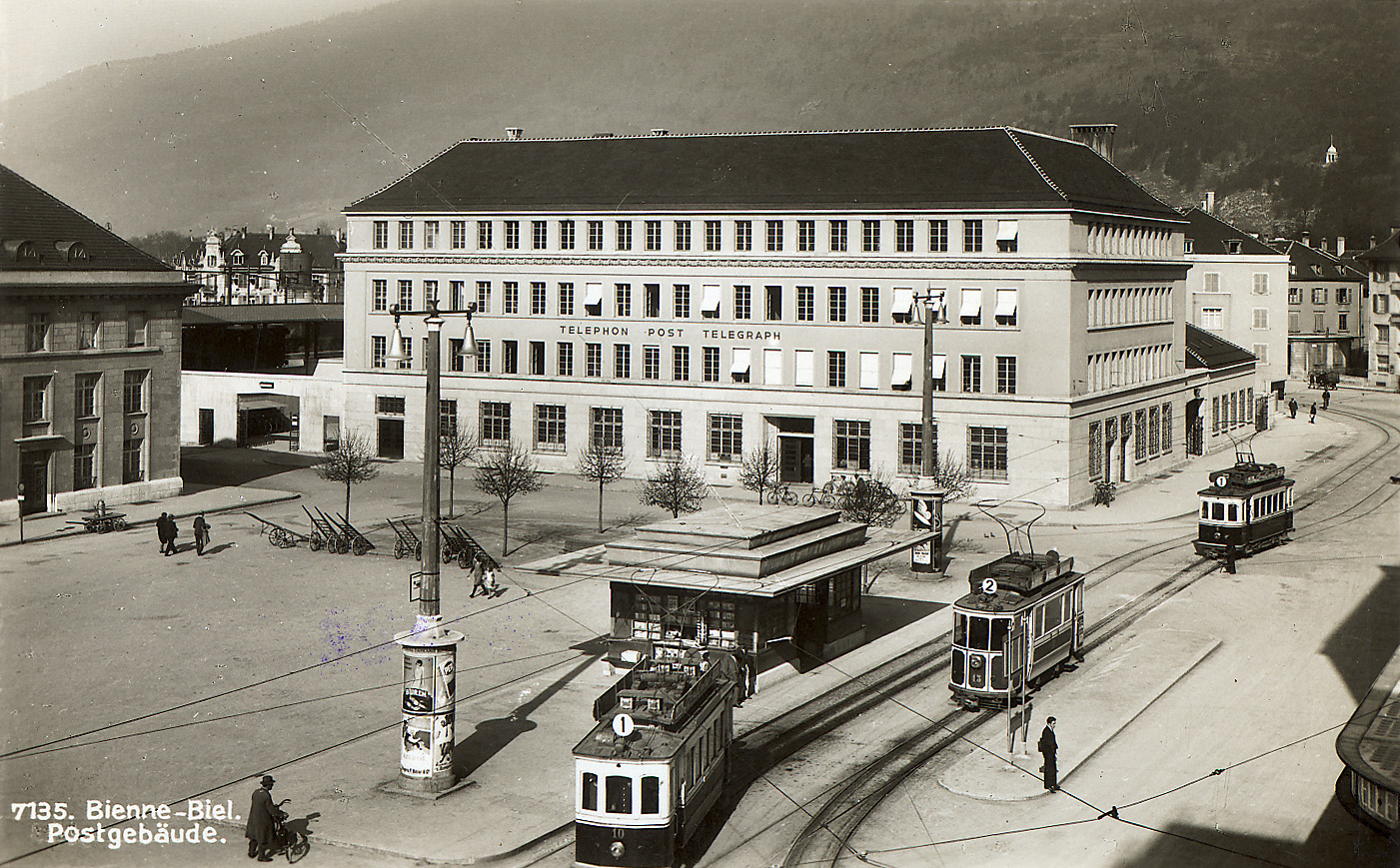
Hauptpost mit Tramwartehalle (1930)

Die Tragstruktur des Rechteckbaus besteht aus einem Stahlskelett. Das Dach ist dreifach abgestuft und kragt weit aus. Damit wird eine Verschattung und ein Regenschutz geschaffen. Ehemals befand sich wohl am Übergang der Wand zum Dach ein umlaufendes Opalglasband. Die Funktion des transparenten Raumabschlusses übernehmen Metall-Glas-Fenster mit modernen, quer liegenden Sprossenteilungen. Dazwischen und an den Ecken wurden Leuchtvitrinen in die Stahl-Glas-Fassade integriert, eine damals aufsehenerregende Gestaltung. Den unteren Wandabschluss bildet ein Kunststeinsockel, der an der Schmalseite der Wartehalle mit Ruhebänken ergänzt wurde. Die Sitzflächen bestehen aus Holz, die tragenden Konsolen aus Kunststein.